# Komagane

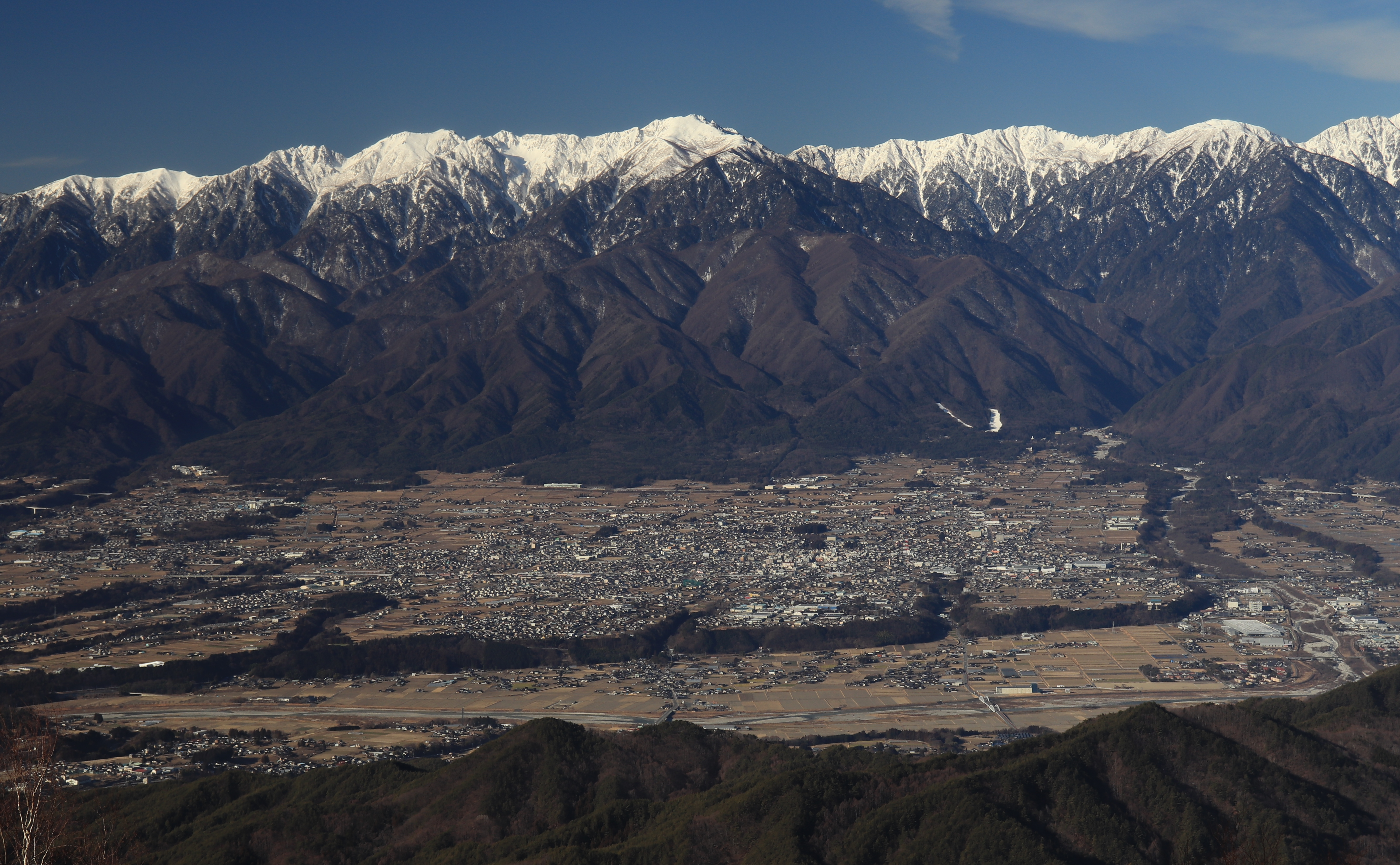
Komagane

Komagane (Japans: 駒ヶ根市, Komagane-shi) is een stad in de prefectuur Nagano op het Japanse eiland Honshu. De stad heeft een oppervlakte van 165,92 km² en had in 2007 ongeveer 34.500 inwoners.

## Geschiedenis
Komagane werd op 1 juli 1954 een stad (shi) door samenvoeging van Akaho, Miyata, Nakazawa en (delen van) Ina.

## Verkeer
Komagane ligt aan de Iida-lijn van Central Japan Railway Company.
Komagane ligt aan de Chūō-autosnelweg en aan autoweg 153.

## Stedenbanden
Komagane heeft een stedenband met
- Pokhara Nepal sinds 18 april 2001

## Aangrenzende steden
- Ina